# Hieronim Komar
Hieronim Komar herbu własnego – sędzia ziemski orszański w 1668 roku, podsędek orszański w 1665 roku, podstoli orszański w 1651 roku, marszałek sądów kapturowych orszańskich w 1674 roku.
Żonaty z Krystyną z Dziewałtowskich, miał córkę Annę i synów: Krzysztofa i Kazimierza.
Poseł sejmiku orszańskiego na sejm 1661 roku, sejm nadzwyczajny abdykacyjny 1668 roku. Brał udział w legacjach do Moskwy.
W 1648 roku był elektorem Jana II Kazimierza Wazy z województwa wileńskiego. Elektor Michała Korybuta Wiśniowieckiego i Jana III Sobieskiego.